# Верховный арабский комитет
Верховный арабский комитет (араб. اللجنة العربية العليا‎) — политический орган арабов Палестины во время Британского мандата.
Комитет был основан 25 апреля 1936 года по инициативе муфтия Иерусалима Амина аль-Хусейни после начала Арабского восстания. 15 мая комитет призвал население Палестины не платить налоги и принять участие в генеральной забастовке, а также потребовал прекратить еврейскую иммиграцию в Палестину.
В комитет сначала вошли Амин аль-Хусейни, Абд аль-Латиф Салах, Авни Абд аль-Хади (лидер Партии независимости), Хусейн аль-Халиди, Якуб аль-Русайн, Джамал аль-Хусайни и Рагиб ан-Нашашиби.
В сентябре 1937 года Британские мандатные власти запретили комитет.
Комитет под тем же названием был создан Лигой арабских государств (ЛАГ) в 1945 году, но после Арабо-Израильской войны 1947—1949 годов, вновь остался не у дел. В 1948 году он был запрещен в Трансиордании, в том же году вместо него Египет и ЛАГ создали Всепалестинское правительство.